# 大阪四不動霊場
大阪四不動霊場（おおさかよんふどうれいじょう）は、大阪市の東西南北にある不動明王を祀る4ヶ寺の霊場。毎月28日に大阪四不動奉賛会が巡拝を行っている。

## 霊場一覧
| 方角 | 山号       | 寺院名 | 宗派         | 札所本尊     | 所在地                  |
| ---- | ---------- | ------ | ------------ | ------------ | ----------------------- |
| 東   | させん堂   | 不動寺 | 真言宗山階派 | 無動尊       | 大阪市城東区諏訪2       |
| 西   | 築港高野山 | 釈迦院 | 高野山真言宗 | 一願不動明王 | 大阪市港区築港1         |
| 南   | 護国山     | 太平寺 | 曹洞宗       | 北山不動尊   | 大阪市天王寺区夕陽丘町1 |
| 北   | 如意山     | 了徳院 | 東寺真言宗   | 大聖不動明王 | 大阪市福島区鷺洲2       |